# Sceloporus orcutti
Espèce
Synonymes
- Sceloporus digueti Mocquard, 1899

Statut de conservation UICN

 LC  : Préoccupation mineure
Sceloporus orcutti est une espèce de sauriens de la famille des Phrynosomatidae.

## Répartition
Cette espèce se rencontre :
- aux États-Unis dans le sud de la Californie ;
- au Mexique en Basse-Californie.

## Étymologie
Cette espèce est nommée en l'honneur de Charles Russell Orcutt.

## Publication originale
- Stejneger, 1893 : Annotated list of the reptiles and batrachians collected by the Death Valley Expedition in 1891, with descriptions of new species. North American Fauna, no 7, p. 159-228 (texte intégral).